# Doroshenko
Doroshenko (del ruso: Дорошенко) es un jútor del raión de Shovgenovski en la república de Adiguesia de Rusia. Está situado en la orilla derecha del río Ulka, 7 km al este de Jakurinojabl y 44 km al norte de Maikop, la capital de la república. Tenía 156 habitantes en 2010.
Pertenece al municipio Zarióvskoye.